# Істаравшанський спортивний комплекс
Істаравшанський спортивний комплекс — спортивний комплекс в Істаравшані, Таджикистан. Стадіон «Істаравшан» є головним стадіоном спортивного комплексу.
Окрім футбольного стадіону, на його території є великий спортивний зал, тенісні корти, дитяче футбольне поле, майданчики для єдиноборств, басейн.
11 серпня 2012 року на стадіоні почалися заворушення, коли суддя зарахував гол гостей «Енергетик» (Душанбе). Відбулося масове вибігання на поле, внаслідок чого гравці були змушені піти в роздягальні. «Енергетик» (Душанбе) припинив матч, коли поле було приведено до ладу.

## Ремонт та реконструкція
Під час свого візиту до Істаравшанського хукумата тодішній президент Емомалі Рахмон взяв участь у церемонії повторного відкриття Істаравшанського спортивного комплексу.